# Martina Kehrenberg
Martina Kehrenberg (* 30. Dezember 1966 in Wuppertal) ist eine ehemalige deutsche Basketballnationalspielerin und mit 226 Einsätzen die Rekordnationalspielerin der deutschen Damenbasketballnationalmannschaft.

## Werdegang
Martina Kehrenberg stammt aus einer basketballbegeisterten Familie. Ihre Eltern Renate und Joachim Kehrenberg spielten Basketball. Sie engagierten sich maßgeblich in der Basketballabteilung des Barmer TV und waren mitverantwortlich dafür, dass Martina und ihre Zwillingsschwester Petra Kremer zu deutschen Spitzenspielerinnen wurden. Als Kinder begleiteten die Schwestern ihre Eltern oft zu Basketballspielen und wuchsen eigener Aussage nach „in der Halle auf“.
Mit sieben Jahren begann Martina Kehrenberg beim BTV Wuppertal mit dem Basketballspielen. Sie besuchte das Wuppertaler Gymnasium Sedanstraße. Mit der Basketballauswahl der Schule gewann sie viermal den Wettbewerb Jugend trainiert für Olympia.
Sie durchlief sämtliche Jugendnationalmannschaften und wurde einer der Stützen des Erstligisten Barmer TV. 1989 feierte sie mit dem Double (deutsche Meisterschaft und deutscher Pokalsieg) den ersten großen Erfolg. 1992 folgte ein weiterer Pokalsieg und von 1993 bis 2002 gewann sie mit Wuppertal sämtliche nationalen Titel. Nachdem im Jahre 2002 der Barmer TV in Folge des Rückzugs des Hauptsponsors Gold-Zack Werke Wuppertal Insolvenz angemeldet hatte, wechselte sie für ein Jahr zum französischen Erstligisten Aix-en-Provence und gewann dort 2003 den FIBA-Europe-Cup. Zur Spielzeit 2003/04 wechselte sie nach Deutschland zurück und schloss sich dem Erstligisten New Basket Oberhausen an.
Nach Ende ihrer Spielerkarriere pausierte Martina Kehrenberg drei Jahre lang. Die Mutter einer Tochter arbeitet als Bankkauffrau. 2007 kehrte sie als Co-Trainerin der WBV-Auswahl des Jahrgangs 1994 ins Basketballgeschäft zurück.

### Nationalmannschaft
Martina Kehrenberg wurde 1985 erstmals in die deutsche Basketballnationalmannschaft der Damen berufen. Ihr erstes Spiel im Nationaltrikot bestritt sie in Caen bei einer 56:67-Niederlage gegen Spanien. Es folgten weitere 225 Länderspiele. Höhepunkt ihrer Nationalmannschaftskarriere war der Gewinn der Bronzemedaille bei der Europameisterschaft 1997 in Ungarn. Martina Kehrenberg erzielte insgesamt 1315 Punkte für die deutsche Nationalmannschaft.

## Erfolge
- Deutscher Meister 1989 und 1993 bis 2002 mit dem Barmer TV
- Deutscher Pokalsieger 1989 und 1992 bis 2002 mit dem Barmer TV
- Europapokalsieg 1996 mit dem Barmer TV
- 3. Platz bei der Europameisterschaft 1997
- FIBA-Europe-Cup Sieger 2003 mit Aix-en-Provence (Frankreich)